# Берлин, Брент
Брент Берлин (англ. Brent Berlin; род. 1936[…]) — американский антрополог, известный прежде всего своей совместной работой с Полом Кэем в области цветового восприятия, а также этнологическими исследованиями майя мексиканского штата Чьяпас. Член НАН США.
Получил степень доктора философии в Стэнфорде в 1964 году. Занимал пост Graham Perdue профессора антропологии в университете Джорджии, одновременно руководя центром латиноамериканских и карибских исследований. Также был содиректором лаборатории этнобиологии. Известность учёному принесла его совместная с Полом Кэем книга «Основные цветовые термины: их универсальность и эволюция» (1969). В ней развивались идеи, впервые высказанные в ходе полемики об именовании цветов в XIX веке Лазарусом Гайгером в контексте гипотезы лингвистической относительности. Книга Берлина и Кэя оказала значительное влияние на развитие антропологии, лингвистики и когнитивистики. Основной вывод исследователей заключался в констатации ограниченности наименований цветов среди мировых языков, и их группировки в несколько фиксированных групп.
Берлин руководил подпроектом International Cooperative Biodiversity Groups для народа майя, закрытого в 2001 году после обвинений в биопиратстве и неудачной попытки получения традиционных знаний индейцев.
В 1981 году избран членом Американской академии искусств и наук.